# Paphinia neudeckeri f. mocoaensis
Forme
Paphinia neudeckeri f. mocoaensis (Jenny) Gruss, est une forme d'orchidée appartenant à la sous-tribu des Stanhopeinae.

## Étymologie
Nommée en référence à la ville de Moncoa, en Colombie, près de laquelle la plante type a été découverte.

## Basionyme
- Paphinia neudeckerii var. mocoaensis Jenny. Die Orchidee 35: 130 (1984).

## Diagnose
Planta et flores ut var.neudeckeri, sed differt basi labelli singulis pilis utrinque et colore aeque pallide persicino et absentia villis maculisque. Labellul albescens lobis lateralibus margine flavo.
Jenny 1984. Die Orchidee 35: 130. 

## Répartition et biotope
La plante type a été découverte en 1982 en Colombie dans le département de Putumayo près de Mocoa à 400-500m d'altitude. Plante présente dans le sud de la Colombie.

## Culture
Aucune information disponible.